# Надя Полякова
Надя Кирилова Полякова е българска актриса. Занимава се основно с дублаж.

## Биография
Надя Полякова е родена на 17 август 1981 г. Омъжена за Степан Поляков.
През 2006 г. завършва НАТФИЗ със специалност „актьорство за драматичен театър“.

## Кариера на озвучаваща актриса
Полякова се занимава с дублаж от 2008 г. Участва в дублажи на Медиа Линк, Александра Аудио, Доли Медия Студио, VMS, Андарта Студио, Саунд Сити Студио, Про Филмс и други. Един от нейните първи дублажи е на „Монк“ (дублаж на Доли Медия Студио).
Полякова е дикторката на третия сезон на „Фермата“.
| Актьор       | Филми/Сериали                                                               | Роля                   |
| ------------ | --------------------------------------------------------------------------- | ---------------------- |
| Грей Делайл  | Домът на Фостър за въображаеми приятели Зеления фенер: Анимационният сериал | Гу Ая                  |
| Естел        | Стивън Вселенски Стивън Вселенски: Филмът Стивън Вселенски: Бъдещето        | Гранат                 |
| Лиса Кудроу  | Бебе Бос Бебе Бос 2: Семейни работи                                         | Джанис Темпелтън       |
| Сандра Бълок | Скорост (дублаж на bTV) Скорост 2 (дублаж на bTV)                           | Ани Портър             |
| Ума Търман   | Всички на терена Войната с дядо                                             | Пари Сали Марино-Декър |

### Анимационни сериали (войсоувър дублаж)
- „Инспектор Гаджет“ (дублаж на Саунд Сити Студио) – Пени, 2021
- „Новото училище на царя“ – Малина, 2009

### Анимационни сериали (нахсинхронен дублаж)
- „Евър Афтър Хай“ – Маделин Хатър
- „Генератор Рекс“, 2011
- „Кларънс“ – Мери, 2014
- „Кид върсъс Кат“ (дублаж на студио Доли), 2010
- „Къщата на совите“ – Лилит / Амити, 2020
- „Къщата на Шумникови“ – Луан Шумникова, 2016
- „Легендата за Кора“ – Кора, 2013
- „Могъщите магимечове“ – Принцеса Морбидия / Мозъкът на Вамбър
- „Стивън Вселенски“ – Гранат, Роуз и Сугилит, 2014–2019
- „Уинкс Клуб“ (от шести до седми сезон) – Айси, 2013
- „Хейли е на ход“ – Кристин Санчез/Професорът, 2023

### Игрални сериали (войсоувър дублаж)
- „Блудният син“, 2022
- „Куантико“, 2016
- „Монк“ (дублаж на студио Доли, от четвърти сезон до осми епизод), 2008
- „Не ме оставяй“, 2016-2017

### Игрални сериали (нахсинхронен дублаж)
- „Кейси под прикритие“ – Мариса, 2015

### Анимационни филми (войсоувър дублаж)
- „Покахонтас“ – Покахонтас, 2009
- „Супергероините на DC: Интергалактически игри“, 2022

### Анимационни филми (нахсинхронен дублаж)
- „Барби: Принцесата и поп звездата“ – Попзвездата, 2012
- „Барби в приказната история за модата“, 2010
- „Барби ученичка в академия за принцеси“, 2011
- „Гринч“ – Дона Ху, 2018
- „Ела, изпей! 2“ – Линда Лебон, 2021
- „Играта на играчките: Пътешествието“ – Карол, 2019
- „Камбанка и тайната на крилете“ – Снежинка (Луси Хейл), 2012
- „Ким Суперплюс“ (в трети сезон) – Шиго
- „Коледна песен“ – Бел, 2009
- „Мей Червената панда“ – Хелън, 2022
- „Приключенията на Сами“, 2010
- „Скуби-Ду!“ – Джуди Такамото, 2020
- „Спайдър-Мен: В Спайди-вселената“ – Мис Калерос (Натали Моралес), 2018
- „Спайдър-Мен: През Спайди-вселената“ – Лайла (Грета Лий), 2023
- „Спондж Боб: Гъба беглец“ – Карън, 2020
- „Стихии“ – Бистра Фонтана (Катрин О'Хара), 2023

### Игрални филми (войсоувър дублаж)
- „Дуум“ (дублаж на Александра Аудио), 2010
- „Железният човек“, 2010
- „Железният човек 2“ – Наташа Романоф / Черната вдовица (Скарлет Йохансон)
- „Жената в черно“, 2020
- „Омагьосана“ – Жизел (Ейми Адамс), 2010
- „Опасна плячка“ (дублаж на Саунд Сити Студио), 2022
- „Орлово око“ (дублаж на Александра Аудио) – Рейчъл Холоман (Мишел Монахан), 2010
- „Сиси – младата императрица“ – Сиси (Роми Шнайдер), 2009
- „Смъртоносна надпревара 2“ (дублаж на Александра Аудио)
- „Терминатор 3: Бунтът на машините“ (дублаж на bTV), 2010
- „Уинтър: Историята на един делфин“

### Игрални филми (нахсинхронен дублаж)
- „Аватар“ (дублаж на „Александра Аудио“) – Други гласове, 2022
- „Добрият великан“, 2016
- „Зайчето Питър“ – Други гласове, 2018
- „Клифърд, голямото червено куче“ – Други гласове, 2021
- „Мармадюк“ – Деби Уинслоу (Джуди Гриър), 2010
- „Мулан“ – Ли, 2020
- „Том и Джери“ – Линда Периботъм (Камилия Арфедсън) / Новинарка, 2021
- „Уонка“ – Лоти / Майката на Уили Уонка, 2023

## Филмови и други участия
Тя се е снимала във филмите „Nuremberg“ на BBC, в „They Found Hell“ на Ник Лайън, в боливудската продукция „Why Always War“, в българските игрални филми и сериали като „Приключенията на един Арлекин“, „Стъклен дом“, „Под прикритие“, „Връзки“, „Откраднат живот“ и др.
| Година  | Филм                          |
| ------- | ----------------------------- |
| 2000 г. | Nuremberg                     |
| 2015 г. | They Found Hell               |
| 2008 г. | Приключенията на един Арлекин |
| 2007 г. | Why Always War                |
| 2016 г. | Откраднат живот               |
| 2012 г. | Революция Z                   |

Участвала е още:
- като актриса в предаването „Секс игри – Ах“;
- в реклами на Vivatel, Globul, KitKat, United Colors of Benetton, Bra, СИБанк, Кренвирши „Браво“;
- в музикален клип на рапъра Устата;
- като водеща на „Мениджър на годината 2009“.

## Водеща
Водеща на Мениджър на годината (2009), на BeWise семинар (2010) и на „Празници на розата“ – Карлово (2012). Tя е също така водеща на презентационните филми на Травъл тв.